# Andreas Leth
Andreas Peter Martin Leth (1. februar 1822 i Nyborg – 6. marts 1905 i Middelfart) var en dansk præst og forkæmper for den grundtvigske bevægelse og de kirkelige frihedsrettigheder. Han var søn af politikeren Albert Leth og fætter til skolemanden Albert Leth.
Hans far var adjunkt i Nyborg, da Andreas Leth blev født, og 1838 dimitterede han fra Ribe Katedralskole. Efter en tid at have studeret filologi vendte han sig til teologien, og 1843 blev han teologisk kandidat. Da attestatsen var overstået, blev han forstander for en privat drengeskole i Middelfart, hvor hans fader da var præst, men allerede 1845 blev han adjunkt i Ribe. I 1846 ægtede han Margrethe Regine Thorup, datter af rektor P.N. Thorup i Ribe. 1850 blev han valgt til diakon i Aabenraa, 1852 til kompastor sammesteds; 1863 blev han sognepræst i Ulsø og Øster Egede på Sjælland; 1870 forflyttedes han til Middelfart, hvor han virkede til 1895. Derefter tog han bolig ved Hellerup.
Andreas Leth var en af Danmarks mest veltalende præster, og han har overalt, hvor han har haft sin gerning, samlede store skarer om sin prædikestol. I kirkelig henseende sluttede han sig til Grundtvig, og navnlig havde de kirkelige frihedskrav, der er udgået fra den grundtvigske retning, i ham en begejstret talsmand. I begyndelsen af 1881 rejste han rundt i landet og holdt møder for at vække deltagelse for et arbejde, der skulle gå ud på en fortsættelse af den kirkelige frihedsbevægelse, som havde givet sig udslag i lovene om sognebåndsløsning og valgmenigheder og i ophævelsen af dåbs- og konfirmationstvangen.
Den nærmeste frugt af hans rejser var det store møde på Askov i august 1881, som vedtog den såkaldte Askovadresse, og da denne blev angrebet fra flere sider, forsvarede Leth i skrift og tale. Foruden ved mindre bidrag til vore kirkelige blade har han gjort sig fortjent ved et tillæg til den pontoppidanske salmebog, beregnet på sønderjyske menigheder (Tønder 1866), og ved opbyggelige udlæggelser af Johannesevangeliet (1883) og Galaterbrevet (1885).
Han er begravet på Vestre Kirkegård i Middelfart, hvor en mindesten af Niels Skovgaard blev rejst 1908. Der findes et portrætmaleri af Georg Seligmann (Middelfart Kirke).